# بهچکو
بهچکو (به انگلیسی: Behchokǫ̀) یک منطقهٔ مسکونی در کانادا است که در قلمروهای شمال غرب واقع شده‌است. بهچکو ۱٬۹۲۶ نفر جمعیت دارد و ۱۷۹ متر بالاتر از سطح دریا واقع شده‌است.